# Robinson
Za roman avtorja Daniela Defoeja glej Robinson Crusoe.
Robinson je priimek več oseb:
- Abraham Robinson (1918–1974), ameriški matematik nemško-judovskega rodu s področja današnje Poljske
- Alfred Eryk Robinson, britanski general
- Anthony Robinson (*1946), angleški igralec, medijska osebnost/voditelj, komik in politični aktivist
- Bernard Robinson - Cliff Robinson - Glenn Robinson - Frank Robinson - Rumeal Robinson, ameriški košarkarji
- Betty Robinson (1911–1999), ameriška atletinja, tekačica
- Bishop Robinson (1927–2014), ameriški policist, prvi afroameriški policijski komisar v Baltimoru
- Bojana (Mišić) Robinson (*1982), srbsko-slovenska plesalka in koreografinja
- Bryce Robinson (*1999), ameriški filmski in televizijski igralec
- Cliff(ord) Robinson (1966–2020), ameriški košarkar
- Emma Robinson (*1971), kanadska veslačica
- Francis (Christopher Rowland) Robinson (*1944), britanski zgodovinar, profesor in akademik, strokovnjak za zgodovino južne Azije in islama
- Frank Robinson, ime več osebnosti, tudi športnikov
- Guy St. George Robinson, britanski general
- Johnson Theodore Robinson, britanski general
- John Thomas Romney Robinson (1792–1882), irski astronom in fizik
- Julia Robinson (1919–1985), ameriška matematičarka
- Ken Robinson (1950–2020), britanski pisatelj, govornik in mednarodni svetovalec za izobraževanje v umetnosti pri vladnih, neprofitnih organizacijah, izobraževalnih in umetniških organizacijah
- Mary Robinson (née Darby) (1757–1800), angleška igralka, pesnica, dramatičarka in romanopiska
- Mary Robinson (*1944), irska političarka, predsednica Irske in visoka predstavnica ZN za človekove pravice
- Marilynne Robinson (*1943), ameriška pisateljica, dobitnica nagrade Orange
- Moses Robinson (1741–1813), ameriški odvetnik, častnik in politik
- Moushaumi Robinson (*1981), ameriška atletinja
- Peter Robinson (1950–2022), angleško-kanadski pisatelj kriminalk
- Raphael M. Robinson (1911–1995), ameriški matematik
- Ray Charles (Robinson) (1930–2004), ameriški pevec jazza, soula in bluesa
- Richard Robinson (1902–1996), angleški sekularistični filozof
- Robert Robinson (1886–1975), angleški kemik, nobelovec
- Sam Ryder Robinson (*1989), angleški rock glasbenik in pevec
- Samantha Henry-Robinson (*1988), jamajška atletinja
- Simon Robinson (*1956), angleško-slovenski dirigent (Orkestra Opere in baleta SNG Maribor)
- Tom (Giles) Robinson (*1950), britanski pevec, basist, radijski voditelj in dolgoletni borec za pravice LGBT
- William Robinson (1838–1895/1935?), irski vrtnar, hortikulturnik in publicist
- William Francis Robinson (*1936), avstralski slikar